# Awtury
Awtury (russisch Автуры; tschetschenisch Эвтара/Ewtara) ist ein Dorf (selo) in der Republik Tschetschenien (Russland) mit 14.988 Einwohnern (Stand 14. Oktober 2010).

## Geographie
Der Ort liegt am Nordrand des Großen Kaukasus, etwa 30 km Luftlinie südöstlich der Republikhauptstadt Grosny am Flüsschen Chulchulau (oder Chuli), das weiter unterhalb, nördlich von Zozin-Jurt eine der Komponenten des rechten Sunscha-Nebenflusses Belka bildet. Die bewaldete Bergkette südlich des Dorfes steigt auf knapp 1200 m an.
Awtury, eine der einwohnerreichsten Landgemeinden Tschetscheniens, gehört zum Rajon Schali und liegt etwa 9 km nordöstlich von dessen Verwaltungszentrum Schali auf halbem Wege in das benachbarte Rajonzentrum Kurtschaloi.

## Geschichte
Awtury ist ein altes tschetschenisches Dorf, das möglicherweise bereits im 14. Jahrhundert gegründet wurde, nachdem die mongolischen Eroberer das Kaukasusvorland verlassen hatten. Sicher ist die Existenz eines Dorfes am rechten Ufer des Chulchulau um das Jahr 1792. Der Name wird auf eine Person namens Awtarcha oder den turksprachigen Ursprung oi tura, etwa „Ort des Hauses“, zurückgeführt.
Während des Aufstandes unter Imam Schamil in den 1850er-Jahren war das Dorf eine seiner Hochburgen; der Imam selbst hielt sich längere Zeit dort auf. Auch während der Erhebung der Kaukasusvölker gegen die russische Besatzung ab 1877 wurde Awtury zeitweise von den Aufständischen eingenommen.
In der sowjetischen Periode kam der Ort zum 1920 gegründeten Rajon Schali. 1944 erhielt er im Zusammenhang mit der Deportation der Tschetschenen und Liquidation der Tschetscheno-Inguschischen ASSR den russischen Namen Nowo-Sadowoje (etwa „Neu-Gartendorf“). Mit Wiederherstellung der tschetschenischen Autonomie 1957 erfolgte die Rückbenennung auf die russifizierte Form der tschetschenischen Bezeichnung.
Während und nach dem Ersten Tschetschenienkrieg befanden sich im Hinterland von Awtury Ausbildungslager des Feldkommandanten der tschetschenischen Separatisten Ibn al-Chattab. Auch während des Zweiten Tschetschenienkriegs wurde das Dorf mehrfach von den Aufständischen angegriffen, so 2001 unter Abu l-Walid, 2004, sowie am 29. November 2005, als Ibragim Umpaschajew, Leiter der Dorfverwaltung seit 1999, kurz nach der tschetschenischen Parlamentswahl erschossen wurde.

### Bevölkerungsentwicklung
| Jahr | Einwohner |
| ---- | --------- |
| 1959 | 5.295     |
| 1979 | 8.575     |
| 2002 | 18.330    |
| 2010 | 14.988    |

Anmerkung: Volkszählungsdaten

## Kultur und Sehenswürdigkeiten
Im Ortszentrum befindet sich eines der bedeutendsten „Ziyārate“ Tschetscheniens, ein Heiligtum, das dem 1914 verstorbenen Sufi-Scheich Bamatgirei-Hāddschi Mitajew (von seinen Anhängern Owda genannt) gewidmet ist. Die Stätte wurde 2009 restauriert.

## Wirtschaft und Infrastruktur
Awtury und das umliegende Gebiet sind landwirtschaftlich geprägt. Einige zuvor existierende Betriebe zur Verarbeitung von Agrarprodukten wurden im Verlauf der Tschetschenienkriege zerstört.
Durch Awtury verläuft die Straße, die von der Stadt Gudermes über Kurtschaloi nach Schali verläuft.